# Трикиана
Трикиа̀на (на италиански: Trichiana) е малко градче в Северна Италия, община Борго Валбелуна, провинция Белуно, регион Венето. Разположено е на 347 m надморска височина.